# Jérôme Noetinger

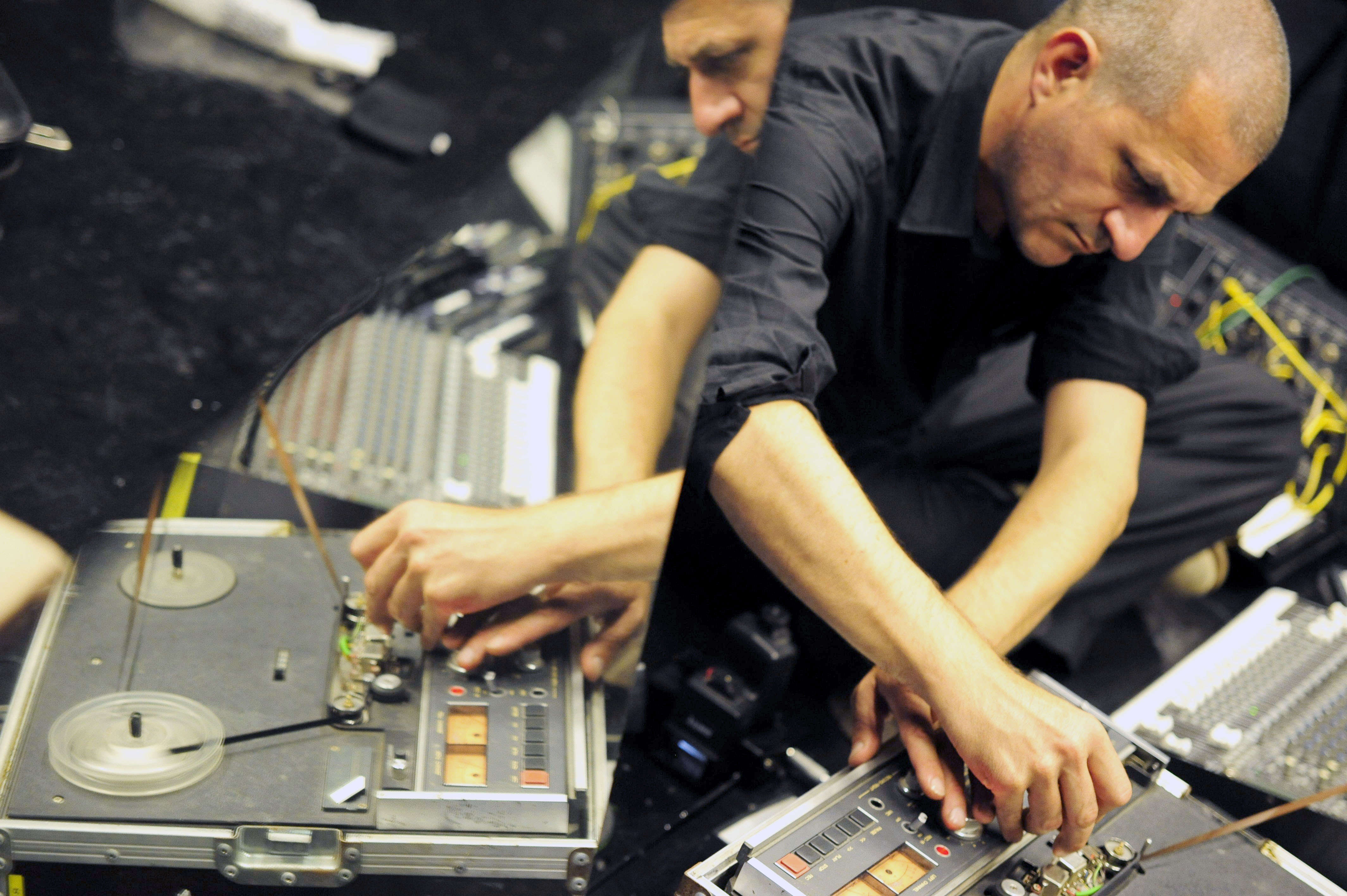
Jérôme Noetinger (2010)

Jérôme Noetinger (* 25. April 1966 in Marseille) ist ein französischer Improvisationsmusiker (Analogsynthesizer, Elektronik, Tonbänder) und Komponist von Musique concrete.

## Wirken
Noetinger studierte von 1986 bis 1988 bei Xavier Garcia am COREAM (Collectif de Recherche Électroacoustique et d’Action Musicale). 1987 gründete er mit den Filmschaffenden Christophe Auger und Xavier Quérel die „Cellule d’intervention“ Metamkine, mit der er zahlreiche Performances mit Filmen und elektroakustischer Musik gab und mehrere Alben vorlegte.
Seit 1993 arbeitete er mit Lionel Marchetti zusammen, zudem mit Mathieu Werchowski. Noetinger ist weiterhin mit Nachtluft, Voice Crack, Tom Cora, Keith Rowe, Michel Doneda, Lê Quan Ninh, Sophie Agnel, Daunik Lazro aufgetreten. Weiterhin gehört er seit 1997 mit Phil Durrant, Christian Fennesz, Cor Fuhler, Thomas Lehn, Kaffe Matthews, Gert-Jan Prins, Peter Rehberg, Keith Rowe, Marcus Schmickler, Rafael Toral und Markus Wettstein zum Improvisationsensemble Mimeo, mit dem er diverse Tonträger veröffentlichte. Zwischen 2009 und 2015 war er Mitglied der Improvisationsgruppe Thymolphthalein, mit der er zunächst beim SWR New Jazz Meeting 2009 auftrat. Weiter gehört er zum Quintet Avant mit Lionel Marchetti, Jean Pallandre, Marc Pichelin und Laurent Sassi.
Noetinger betreibt das Label und den Tonträgervertrieb Metamkine und gehörte bis 2014 zur Redaktion des Magazins Revue & Corrigée.

## Diskografische Hinweise
- Mort aux Vaches, mit Lionel Marchetti (Staalplaat 2000)
- Marchetti/Noetinger/Werchowski, mit Lionel Marchetti, Mathieu Werchowski (Corpus Hermeticum 2000)
- Rouge Gris Bruit, mit Sophie Agnel, Lionel Marchetti (Potlatch 2001)
- Dafeldecker/Kurzmann/Drumm/eRikm/dieb13/Noetinger (2003, mit Werner Dafeldecker, Christof Kurzmann, Kevin Drumm, eRikm, Dieb13)
- What A Wonderful World, mit eRikm (Erstwhile Records 2003)
- Moov Spot, mit Axel Dörner und Cor Fuhler (Musica Genera 2004)
- Sion, mit Jean-Luc Guionnet, David Chiesa und Lionel Marchetti (W.M.O./r 2005)
- Dos D’Ânes, mit Michel Doneda, eRikm (Ronda 2009)
- Face Off, mit Will Guthrie (Erstwhile Records 2011)
- SEC_ Testacoda (Bocian Records 2012)
- Thymolphthalein Mad Among the Mad (Immediata 2015, mit Natasha Anderson, Clayton Thomas, Will Guthrie, Anthony Pateras)
- Filarium, Michel Chion und Lionel Marchetti (Vand'œuvre 2016)